# 1999年俄罗斯公寓楼爆炸案
1999年俄国公寓楼爆炸案（羅馬化：Vzryvy zhilykh domov v Rossii）是指在俄罗斯两周内（1999年9月4日至16日）连续发生的四起严重的爆炸事件。爆炸共造成300多人死亡，1000多人受伤，并在全国范围内散布了恐惧的浪潮。这起袭击案件和達吉斯坦戰爭成为了第二次車臣戰爭的导火索。而先前担任聯邦安全局局长，事件发生时为俄罗斯总理且并不被看好作为接班人的弗拉基米尔·普京以此为由发动第二次車臣戰爭。普京也随后顺利成为俄国总统。
第一起公寓楼爆炸在9月4日于布伊纳克斯克发生，随后莫斯科的两处公寓分别于9月9日和13日发生爆炸。莫斯科的第二起爆炸发生后，俄罗斯杜马议长谢列兹尼奥夫在杜马于9月13日宣布收到一份报告卻称，伏尔加顿斯克刚刚发生了一起爆炸事件（后来确实发生了公寓楼爆炸事件，但那是三天之后的計畫，即9月16日發起）。9月22日梁赞警方在某些居民协助下挫败了另一起爆炸阴谋，拆除了三大口袋检出有黑索金成分的白色粉末的炸弹。次日，普京赞扬了该公民的「警觉」，并下令轰炸伊奇克里亞車臣共和國首都格羅茲尼，發動第二次车臣战争。随后梁赞政府卻公開了逮捕三名涉嫌制造爆炸案的FSB特工身分。FSB领导人随后声称梁赞的炸弹事件仅仅是演习，先前发现的炸弹“只是白糖”。事件之後引起了懷疑，但是对此事独立调查的尝试遭到阻挠，真相仍眾說紛紜。国家杜马议员尤里·谢科奇欣两次提案要求议会调查这些事件，但这些动议于2000年3月被国家杜马否决。杜马议员，原苏联异议人士，著名人权活动家谢尔盖·科瓦廖夫领导了一个委员会调查此事，但政府拒绝回应其质询，使得其调查举步维艰。此后科瓦廖夫委员会的两名成员谢尔盖·尤申科夫和尤里·谢科奇欣相继遇刺身亡，另一名成员米哈伊尔·特雷帕什金则因“因泄露国家机密”而被捕并服刑四年。FSB特工亞歷山大·利特維年科于2000年叛逃至英国并指FSB制造了爆炸案，他于2006年遭毒死。英国的调查指普京和接替他担任FSB头目的帕特鲁舍夫“很可能”是谋杀他的主使。

## 俄罗斯联邦安全局的假旗行动指控
俄治安当局称，这些爆炸事件均是“车臣恐怖分子所为”。但有证据显示此系列爆炸事件為俄國情報組織（包括FSB, 格鲁乌）為再次打擊車臣，而製造的假旗行動。伊奇克里亚车臣共和国方面否认同这些爆炸袭击有关。2002年，俄国官方主导的调查称此事系阿切梅兹·戈奇亚耶夫（系俄化的卡拉恰伊人而非车臣人，曾在俄罗斯战略火箭部队服役）主使。此人之后便消失无踪。俄国法庭还指称他是受伊本·哈塔卜和阿布·奧馬爾·賽義夫两名军阀（均为沙特人）指使。

### 俄国杜马宣布还未发生的伏尔加顿斯克爆炸案
9月13日，在莫斯科第二次爆炸发生几个小时后，俄国国家杜马议长，俄共党员，根纳季·谢列兹尼奥夫宣布：“我刚刚收到一份报告。根据来自顿河畔罗斯托夫的信息，伏尔加顿斯克市的一栋公寓楼昨晚被炸毁了”。伏尔加顿斯克的爆炸案在9月16日早上5:57分发生后，国家杜马议员日里诺夫斯基质问谢列兹尼奥夫议长要求解释，结果他的麦克风被关掉。日里诺夫斯基当时说：“根納季·尼古拉耶維奇（谢列兹尼奥夫）, 你还记得你是怎么在爆炸之前三天告诉我们伏尔加顿斯克的一栋公寓楼被炸毁的吗？国家杜马被告知公寓楼在周一被炸毁，然后它确实在（同一周的）周四被炸毁了...”
原FSB中校亞歷山大·利特維年科认为是FSB的人搞错了两起爆炸的顺序。他说这是“通常的контора（KGB）失误”，“莫斯科的第二次爆炸在13号，伏尔加顿斯克的在16号，但他们把时间交给议长的时候搞反了”。国会议员谢尔盖·科瓦廖夫邀请的独立调查员，原FSB上校米哈伊尔·特雷帕什金发现将字条交给谢列兹尼奥夫议长的人确实是FSB官员。
利特维年科于2006年被毒杀，米哈伊尔·特雷帕什金则于2003年被捕。他在被捕前发现爆炸案的其中一名嫌犯应是FSB成员弗拉基米尔·罗曼诺维奇，此人还曾参与1995年莫斯科Soldi银行劫案，但特雷帕什金未及将证据在听证会上出示便遭以“非法持有武器”等罪名拘捕，他的“非法持有武器”指控被宣告无罪，但一个秘密军事法庭判处他“泄露国家机密”罪名成立。
乌俄頓巴斯战争爆发后，持极右翼立场的日里诺夫斯基又被問起此事時改口称，他质疑国家杜马议长的当年事件是误会。

### 梁赞的袭击之疑點
1999年9月22日，两枚炸弹在梁赞的公寓楼发现并被拆除，次日，时任俄国总理普京下令轰炸伊奇克里亞車臣共和國首都格罗兹尼，第二次車臣戰爭爆发。在此事件中，梁赞当地警方逮捕了三名安放炸弹的嫌犯，结果三名嫌犯被发现是俄罗斯联邦安全局（FSB）特工。
9月22日当晚20:30分，梁赞市民阿列克谢·卡尔托费尔尼科夫（Alexei Kartofelnikov）发现两名可疑分子将数个大口袋从一辆车上搬运至一座公寓楼的地下室。这辆车挂着莫斯科的牌照，但车牌数字被贴纸修改以看起来像梁赞本地的车牌。
卡尔托费尔尼科夫随即报警。梁赞警方赶到时，可疑分子已驾车逃离。随后警方在公寓楼地下室发现了三个装有白色粉末的大口袋，每个重约50千克，上面还装着雷管和定时器。据一家报纸报道，该爆炸装置的雷管系由12号霰弹改制而成，并被设定为早上5:30引爆。随后当地拆弹专家尤里·特卡琴科（Yuri Tkachenko）拆除了爆炸装置, 并用“MO-2”气体分析仪（一种高场不对称波形离子迁移谱（FAIMS）检测装置）检测了大口袋中的白色粉末，结果显示含有黑索金炸药（RDX）蒸气。
9月23日，当地电话局雇员娜塔莉亞·尤赫諾娃（Наталья Юхнова）截获了一个打往莫斯科的可疑通话并听到了如下的指示：“一次一个人地分别离开，现在到处都是巡逻队”。而这通电话的被叫号码指向一个服务FSB办公室的电话交换机。
梁赞警方随后抓获了二男一女总共三名嫌疑人。被捕时，他们拿到了三人的FSB证件。莫斯科方面很快下令要求释放這几名嫌犯。隔日，FSB头目尼古拉·帕特鲁舍夫声称梁赞的炸弹事件“是反恐演习”，“炸弹里只有白糖”。

### 莫斯科的未遂爆炸
1999年9月13日，莫斯科警方接获报案并在Borisovskiye Prudy街和Kapotnya的公寓楼发现并解除了两枚炸弹。
俄国官方后来指认的爆炸案主谋阿切梅兹·戈奇亚耶夫声称在莫斯科的前两枚炸弹爆炸后，他意识到他被一位老熟人，一位聯邦安全局官员陷害了，此人之前让他租用了四个地下室“作为储藏室”。戈奇亚耶夫随即报警，警方在Borisovskie Prudy和Kapotnya的另外两栋建筑的地下室发现并解除了两枚炸弹。
生意人报和FSB公共关系中心的报道中，报警人是房产经纪人，他向当局指认了客户阿切梅兹·戈奇亚耶夫。但据米哈伊尔·特雷帕什金的调查，租用公寓者实际上应是弗拉基米尔·罗曼诺维奇（Vladimir Romanovich）。特雷帕什金当时找到了被用于存放炸弹的莫斯科Gochiyaev街的地下室的所有者馬克·布柳緬費利德，他表示租用地下室的嫌犯的刑事模拟画像被替换，他被FSB审讯人员强迫作证指认戈奇亚耶夫，这意味着官方调查篡改了合成图像以隐藏和FSB相关的嫌犯。

## 科瓦廖夫委员会
国家杜马议员謝爾蓋·科瓦廖夫在此事发生后组织了一个独立调查委员会，该委员会在其中一名成员谢尔盖·尤申科夫于2003年4月遇刺身亡后陷入瘫痪，另一名成员，调查记者尤里·谢科奇欣于2003年7月据信被用铊毒死，其法律顾问兼调查员米哈伊尔·特雷帕什金被捕。

## 时间线
- 1999年8月5日：達吉斯坦戰爭爆发，沙米尔·巴萨耶夫等人率兵进入达吉斯坦
- 1999年8月9日：斯捷帕申被解职，FSB局长普京接任俄國總理。
- 1999年8月22日：巴萨耶夫的部队从达吉斯坦撤回车臣
- 1999年8月25日：俄国轰炸了车臣的16个目标
- 1999年8月31日：莫斯科驯马场广场发生爆炸，29人受伤
- 1999年9月4日：布伊納克斯克公寓楼爆炸，64死133伤
- 1999年9月9日：莫斯科皮卡特尼基区（俄语：Печатники (район Москвы)）公寓楼爆炸, 94死249伤
- 1999年9月13日：莫斯科卡希拉公路的公寓楼爆炸，118人死亡
- 1999年9月13日：一枚炸弹被发现并拆除，另发现了一个有六个定时起爆装置和数吨炸药的仓库。
- 1999年9月13日：俄国杜马议长根纳季·谢列兹尼奥夫收到FSB消息称伏尔加顿斯克的公寓楼发生爆炸，这起袭击在三天后才发生。
- 1999年9月16日：伏尔加顿斯克公寓楼爆炸, 18死288伤
- 1999年9月23日：梁赞一座公寓楼发现了炸弹，内务部长弗拉基米尔·鲁沙伊洛称袭击阴谋被警方挫败。普京赞扬了公民的警觉并要求轰炸车臣首都格罗兹尼。
- 1999年9月23–24日：梁赞当地警方抓获了在公寓楼放置炸弹的FSB特工
- 1999年9月24日：接替普京担任FSB头目的尼古拉·帕特鲁舍夫宣布梁赞的公寓楼炸弹事件是“反恐演习”，释放了被捕的FSB特工
- 1999年9月24日：第二次車臣戰爭爆发
- 1999年12月31日：總統鲍里斯·叶利钦辞职，普京成为俄国总统。

## 文化影响

### 梁赞糖
此次事件中FSB拙劣的造假手法衍生出了“梁赞糖”（烏克蘭語：Рязанський цукор）这一政治迷因。这一短语被广泛用于讽刺普京政权的各类恐怖主义罪行，或是在某些场合被作为炸药的戏称。
例子和用法：
- 瓦格纳集团头目普里戈津在发动叛乱后不久遭遇离奇空难身亡，一些新闻报道中推测坠机系“梁赞糖”（炸药）所致[60]。
- 用“梁赞糖”一词来代指本条目所讨论的一系列爆炸案[61]。
- 泛指一切普京政权策划的恐怖袭击和爆炸案：例如讨论爆破核电站的阴谋[62]和对平民的导弹袭击[63]时。

## 轶闻
于2014年制造马来西亚航空17号班机空难的原FSB特工伊戈尔·基尔金（化名斯特列尔科夫）被网民认为同此爆炸案嫌疑人的刑事模拟画像长相近似。